# 新莫尔桑克斯
新莫尔桑克斯（法語：Morcenx-la-Nouvelle，法語發音：[mɔʁsɛ̃ks la nuvɛl]），法国西南部城市，新阿基坦大区朗德省的一个市镇，隶属于蒙德马桑区，其市镇面积为138.3平方公里，2022年1月1日时人口数量为5,005人，在法国城市中排名第2,178位。
新莫尔桑克斯位于朗德省西部，是一个区域性的中心城市，波尔多－伊伦铁路和莫尔桑克斯－巴涅尔德比戈尔铁路两条铁路在此交汇。

## 地名来源
“莫尔桑克斯”一名来源于历史人物Mauritius。

## 历史

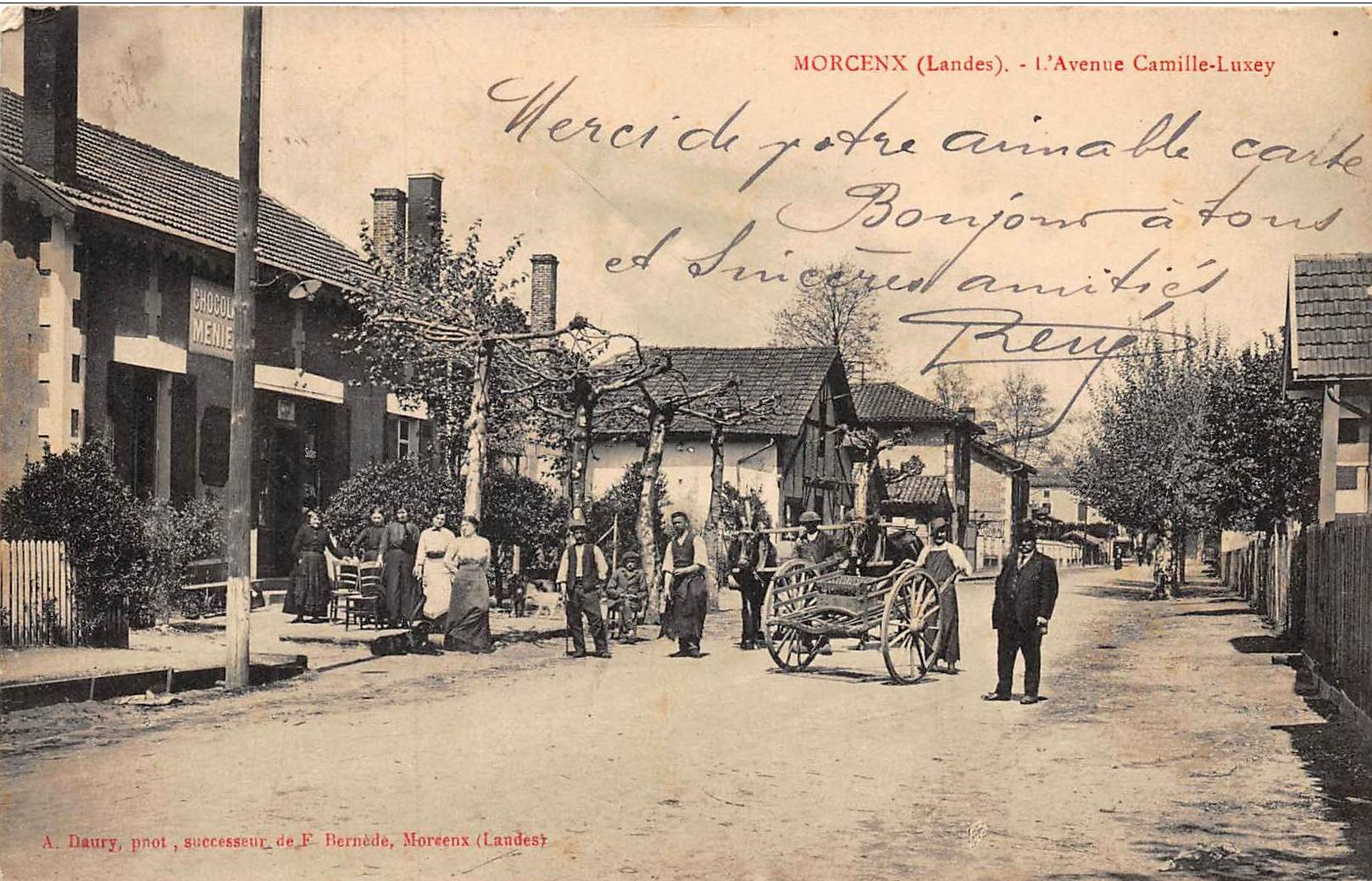
20世纪初的莫尔桑克斯

新莫尔桑克斯成立于2019年1月1日，由莫尔桑克斯、阿尔瑞藏、加罗斯和桑代尔四个市镇合并而成，其中莫尔桑克斯为政府驻地。
莫尔桑克斯大致始建于中世纪中后期，彼时当地发现了一处温泉，医院骑士团依此修建了一处讲堂。法国大革命后，新莫尔桑克斯成为朗德省的一个市镇。工业革命期间，波尔多－伊伦铁路和莫尔桑克斯－巴涅尔德比戈尔铁路两条铁路相继建成并在莫尔桑克斯交汇，其火车站附近附近逐渐形成新的街区，人口数量逐年上升。
阿尔瑞藏、加罗斯和桑代尔三个市镇历史上则均长期为普通农业村落。1962至1992年间，法国国家电力公司在阿尔瑞藏境内开设了一处露天煤矿，其关闭后形成阿尔瑞藏湖，原有的附属建筑均被拆除。

## 地理

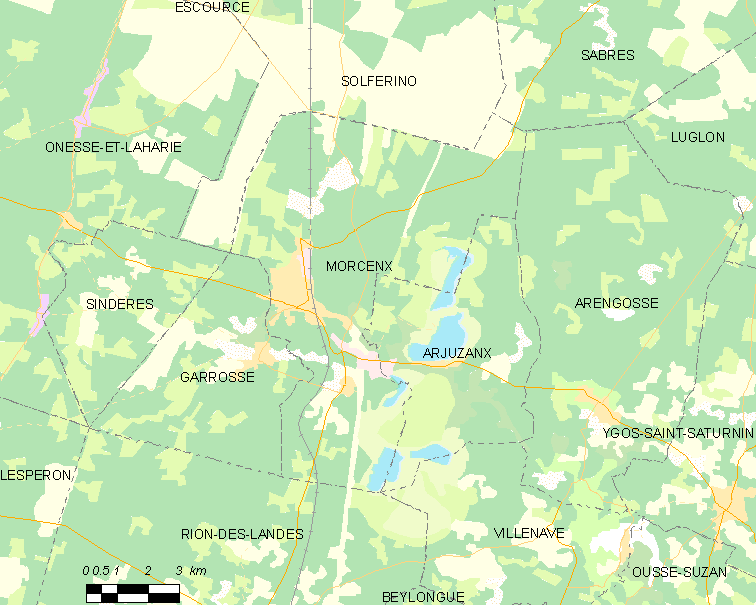
新莫尔桑克斯市镇范围地图

新莫尔桑克斯位于法国西南部，新阿基坦大区西南部和朗德省西部，距离省会蒙德马桑大约40公里。与新莫尔桑克斯接壤的市镇包括：阿朗戈斯、莱斯珀龙、奥内斯-拉阿里、里永德朗德、萨布尔、索尔费里诺、维勒纳沃、里永德朗德。

### 地形
新莫尔桑克斯位于朗德平原腹地，境内以平原为主，市镇中心地势较为平坦，东部略有起伏，全境海拔在50到104米之间。

### 水文
新莫尔桑克斯属于米杜兹河流域，市镇范围东部有煤炭开采后留下的阿尔瑞藏湖。

### 植被
新莫尔桑克斯属于温带阔叶混交林区，林地零散分布于市镇范围内的多个区域，其所在的朗德省是法国本土森林覆盖率最高的省份。
在鲜花城市的评比中，新莫尔桑克斯暂未被评级。

### 气候
新莫尔桑克斯在柯本气候分类法中属于温带海洋性气候。

## 行政区划
新莫尔桑克斯是法国新阿基坦大区朗德省的一个市镇，编号为40197。新莫尔桑克斯隶属于蒙德马桑区、朗德省第三选区以及莫尔桑克斯-塔尔塔斯地区县，同时也是莫尔桑克斯地区市镇公共社区的办公驻地。
法国国家统计与经济研究所（简称）在进行数据统计时，未将新莫尔桑克斯（包括4个旧市镇）设为任何城市核心区及城市区（）内。自2020年起，新莫尔桑克斯城市区被包含两个市镇的新莫尔桑克斯城市辐射区代替。此外，还将新莫尔桑克斯市镇分为了4个“块区”（IRIS），以便于统计人口分布情况。

## 交通

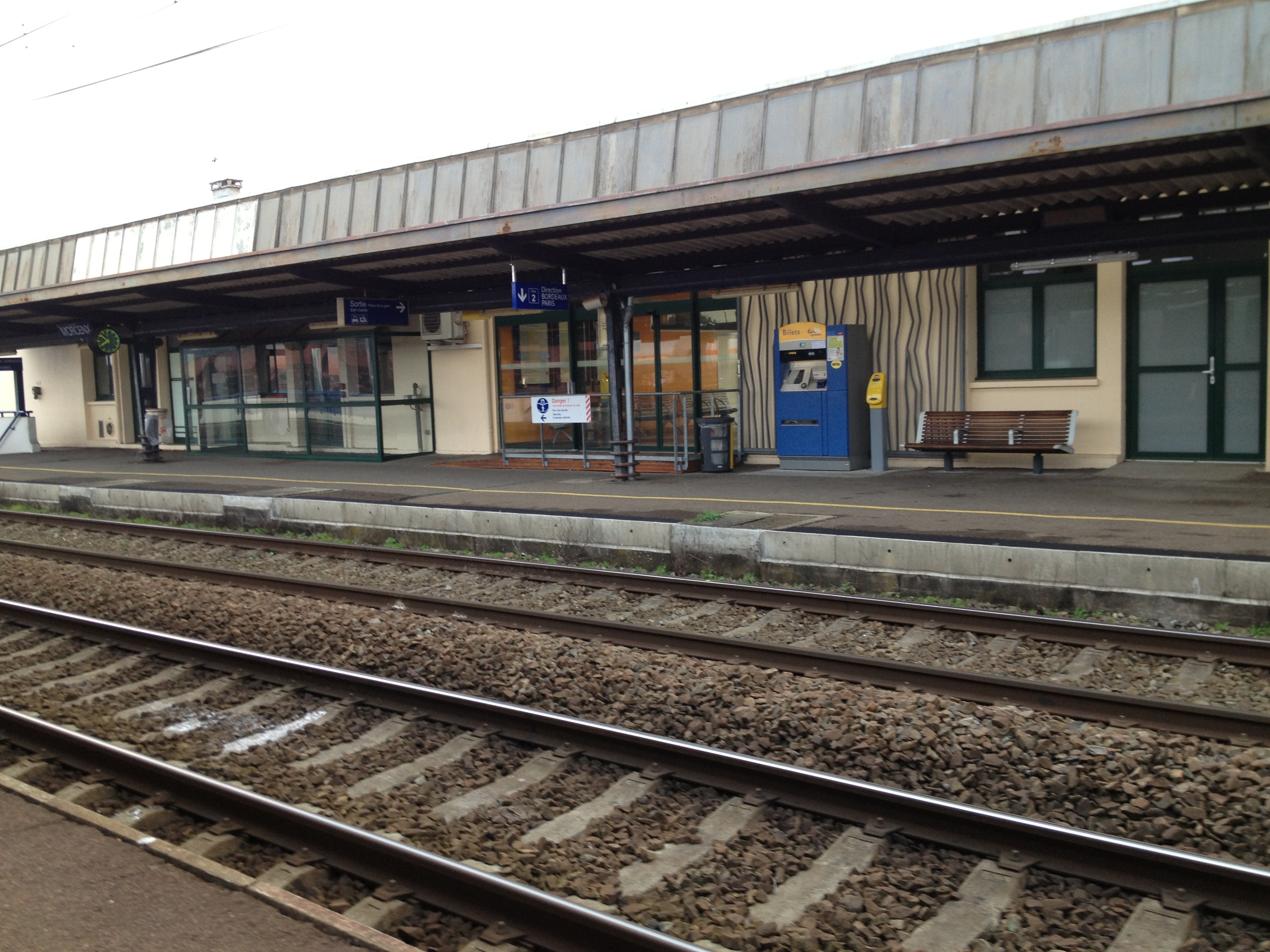
莫尔桑克斯火车站的站台

### 公路
多条朗德省省道在新莫尔桑克斯境内交汇，新阿基坦大区下属的城际客运提供巴士线路，可前往周边部分市镇。
2018年，73.7%的新莫尔桑克斯家庭拥有至少一辆私人汽车。2019年，新莫尔桑克斯境内共发生各类交通事故2起，造成1人遇难，1人受伤。

### 铁路
新莫尔桑克斯位于波尔多－伊伦铁路和莫尔桑克斯－巴涅尔德比戈尔铁路两条铁路的交汇处，是一个区域性的铁路枢纽。莫尔桑克斯站位于原莫尔桑克斯市区东部，停靠前往波尔多、蒙德马桑和达克斯三个方向的区域列车。

### 航空
新莫尔桑克斯距离比亚里茨-巴约讷机场和波尔多机场的公路里程分别约101公里和112公里。

### 城市公共交通
截至2021年12月，新莫尔桑克斯暂无城市公共交通系统。

## 政治

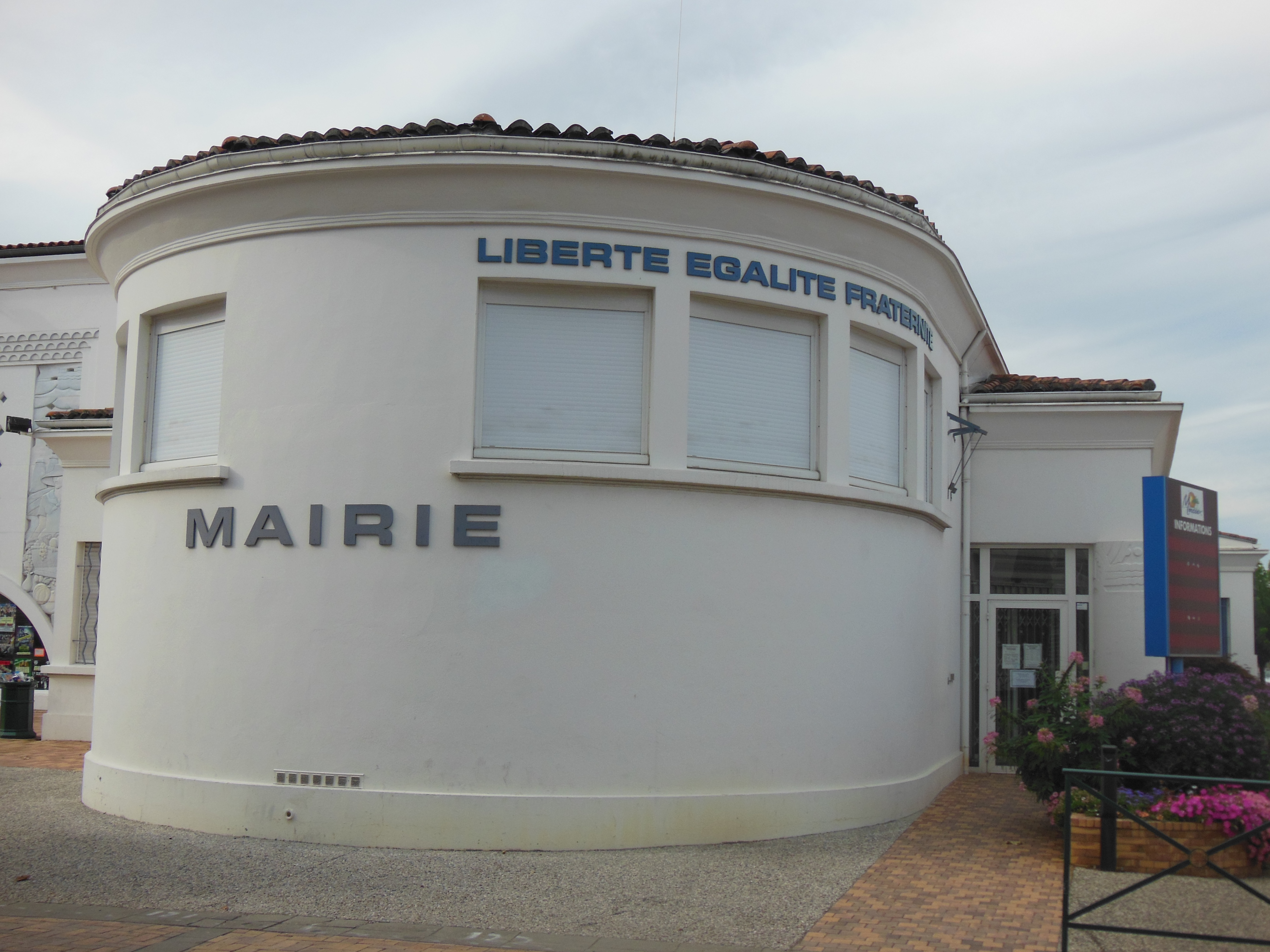
新莫尔桑克斯市政厅

新莫尔桑克斯的现任市长为保罗·卡雷尔先生（Paul Carrère），他是社会党的一名成员，在2020年的市政选举中获得了72.73%的支持率。
在2017年的法国总统大选中，法国第25任总统埃马纽埃尔·马克龙在莫尔桑克斯、阿尔瑞藏、加罗斯和桑代尔四个市镇分别获得了67.14%、72.48%、71.72%和73%的支持率。

## 人口
2018年，新莫尔桑克斯市镇人口数量为5,022，在法国排名第2,178位。其中男性2,434人，女性2,588人，75岁及以上人口占14.4%，外籍人口数量为974人，人口密度为81人/平方公里，当地居民被称为（男性）或（女性）。2019年，新莫尔桑克斯境内出生34人，死亡人口87人。

## 经济
新莫尔桑克斯是一个区域性的中心城市。截止2021年12月，新莫尔桑克斯市镇范围内共有各类用人单位（包含自雇）642家，平均历史为18年，其中97.53%为中小型企业（PME）。（木材加工销售）、（建筑）及（工程设计）是当地2020年营业额最高的三个企业，分别为51,605,161欧元、24,797,371欧元和3,953,000欧元。

## 财政与居民收入
2019年，新莫尔桑克斯的财政收入总额为7,792,130欧元，财政支出总额为7,113,440欧元，当年的债务总额为7,558,980欧元。2021年，新莫尔桑克斯共获得1,146,478欧元的国家财政补助，比上一年减少了1.42%。
2019年，新莫尔桑克斯的人均月收入总额为1,950欧元，其中高级职员为3,462欧元，低于法国平均水平（4,230欧元）；中级职员为2,350欧元，低于法国平均水平（2,411欧元）；普通职员为1,706欧元，亦低于法国平均水平（1,740欧元）。
2018年，新莫尔桑克斯境内的青壮年（15至64岁）失业率为15.3%，当地42.5%的家庭拥有纳税资格，平均纳税1,660欧元，低于法国平均水平（3,910欧元）。

## 社会事务

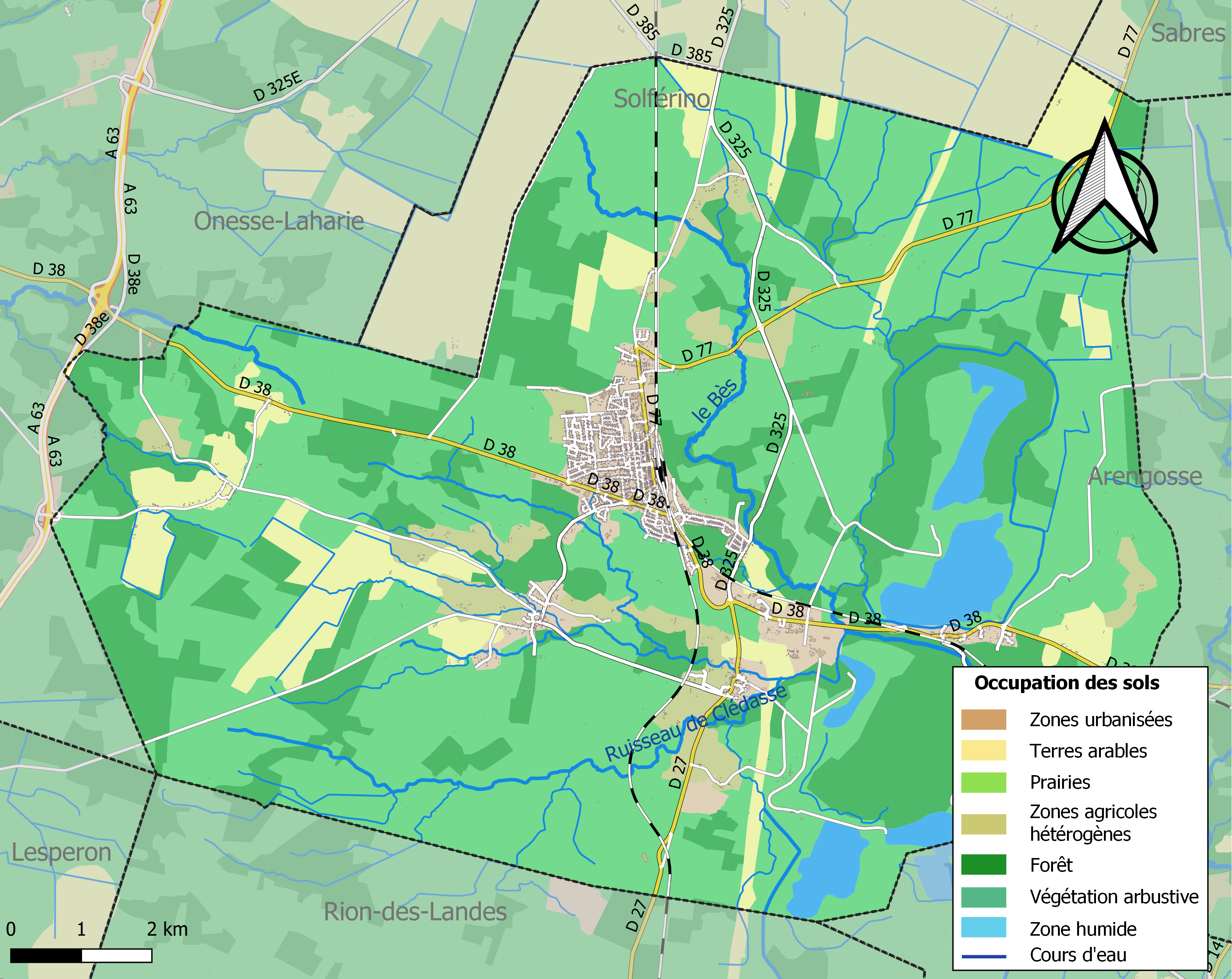
新莫尔桑克斯土地利用情况地图

### 教育
新莫尔桑克斯属于波尔多学区。截止2020年1月1日，新莫尔桑克斯境内共有1所幼儿园、2所小学、1所初级中学和1所职业高中。2018至2019学年度，新莫尔桑克斯境内共有在校中等教育阶段学生271名。

### 医疗
截止2020年1月1日，新莫尔桑克斯境内共有全科医生5名、保健师7名、牙医4名、护士10名、耳科医生0名、眼科医生0名、皮肤科医生0名、助产士1名、儿科医生0名和妇科医生0名。境内共有药房2家、养老院1家、残疾人帮扶中心4家。
新莫尔桑克斯是“蒙德马桑-河源地区中心医院”（Centre hospitalier Intercommunal de Mont de Marsan et du Pays des Sources）的服务范围，后者是法国的一个区域性医疗机构，在新莫尔桑克斯市区设有一个含209个床位的老年病病区，是当地规模最大的公立综合性医院。

### 住房
2018年，新莫尔桑克斯境内共有各类住房2,764套，其中86.3%为独立式居民区，12%为集中式居民区。常住房屋占新莫尔桑克斯市镇范围内居民建筑总量的84.9%。
在住房保障政策方面，2020年，新莫尔桑克斯境内共有459户家庭获得了住房经济补助，受益人数占总人口数量的9.1%，其中428份为房租补助。

### 商业
2019年，新莫尔桑克斯境内共有各类实体商铺99家，其中餐厅12家、大型超市4家、面包房4家、肉铺1家、书店1家、银行门店5家、美容美发店9家、汽车维修店9家。市区西部建有以及Super U超市。

### 体育
2020年，新莫尔桑克斯境内共有1间体育馆、1座综合体育场、4处网球场、3处足球或橄榄球场以及1处篮球或排球场。
截至2021年12月，莫尔桑克斯-阿朗戈斯足球俱乐部（Football Club Morcenx-Arengosse）是当地唯一的注册足球队，2021至2022赛季参加朗德省足球联赛。

### 环境
新莫尔桑克斯的环境事务由其所属的公共社区负责。2019年，新莫尔桑克斯境内共有1家污染企业。

### 治安
2019年，新莫尔桑克斯市镇范围内有1处宪兵队。
新莫尔桑克斯所在地是博恩地区帕朗蒂斯宪兵总队的管辖范围。2020年，该宪兵总队辖区内共36个市镇累计发生各类案件2,524起，其中盗窃类案件1,352起，经济类案件373起，毒品交易类案件108起。

## 文化

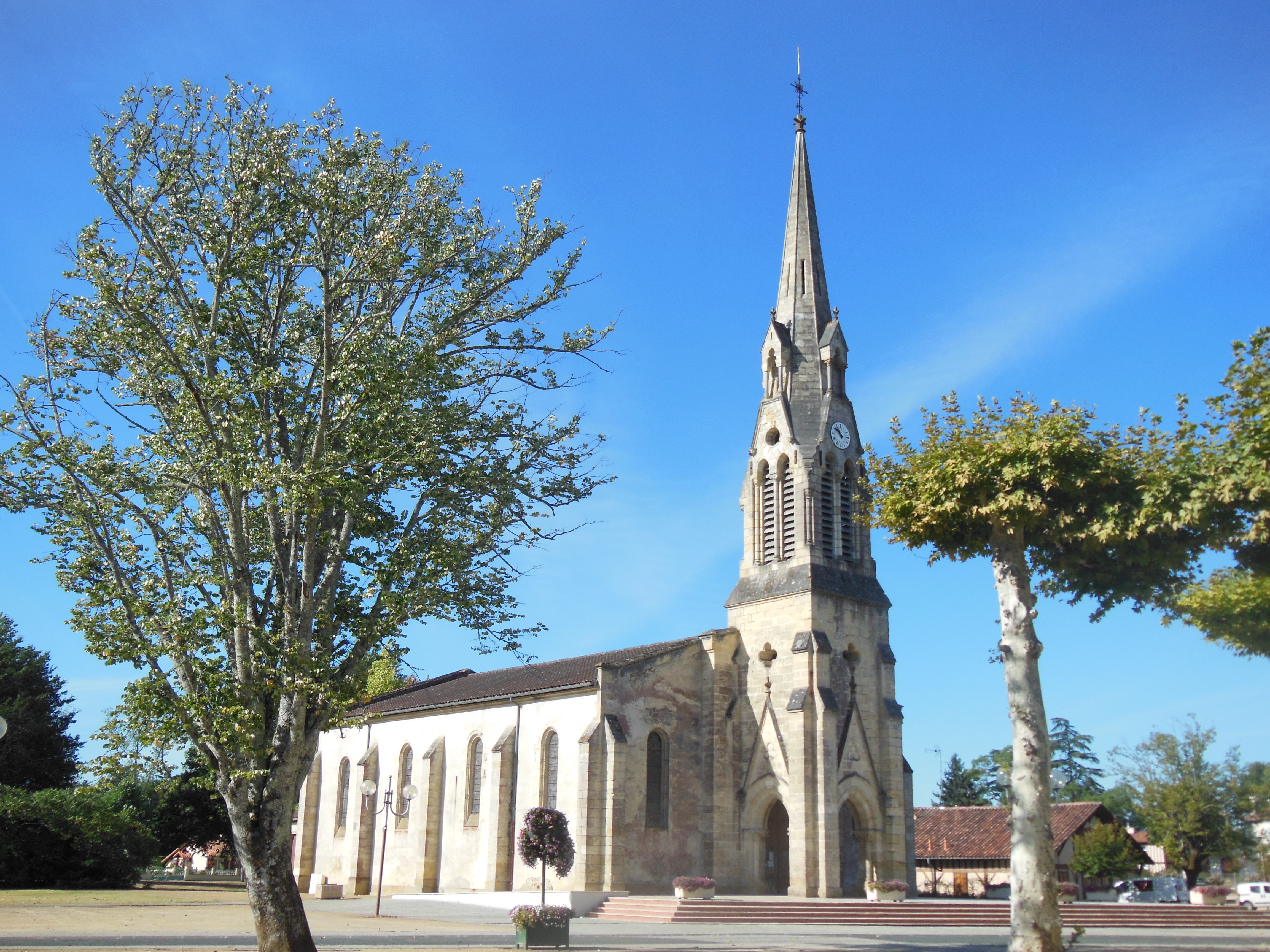
圣伯多禄教堂

2020年，新莫尔桑克斯境内有1家电影院。新莫尔桑克斯市政府提供多媒体中心，向公众全年开放。

### 建筑
新莫尔桑克斯境内有多处法国国家文物保护单位，其中莫尔桑克斯圣伯多禄教堂（Église Saint-Pierre de Morcenx-Bourg）是当地的地标性建筑物。

### 旅游
新莫尔桑克斯的旅游事务由其所属的公共社区负责。2021年，新莫尔桑克斯境内共有2家酒店共计20间房间；另有1个露营地，可容纳共50辆露营车。

### 媒体
法国主要的媒体均可在新莫尔桑克斯接收，法国电视三台下属的新阿基坦大区频道在部分时段播出新莫尔桑克斯所属区域的地方新闻。

## 友好城市
截至2021年12月，新莫尔桑克斯暂未建立任何友好城市关系。